# Festuca viridula
Festuca viridula är en gräsart som beskrevs av George Vasey. Festuca viridula ingår i släktet svinglar, och familjen gräs. Inga underarter finns listade i Catalogue of Life.